# Zaušje
Zaušje je naselje v občini Bileća, Bosna in Hercegovina. 

## Deli naselja
Ćurjan, Divljakovina, Selišta in Zaušje.

## Prebivalstvo
| Pregled števila prebivalcev po letih | Pregled števila prebivalcev po letih | Pregled števila prebivalcev po letih | Pregled števila prebivalcev po letih | Pregled števila prebivalcev po letih | Pregled števila prebivalcev po letih |
| ------------------------------------ | ------------------------------------ | ------------------------------------ | ------------------------------------ | ------------------------------------ | ------------------------------------ |
| 1948                                 | 1953                                 | 1961                                 | 1971                                 | 1981                                 | 1991                                 |
| -                                    | -                                    | -                                    | 235                                  | 203                                  | 148                                  |

| Narodna sestava prebivalstva po letih                                                                                       | Narodna sestava prebivalstva po letih                                                                                      | Narodna sestava prebivalstva po letih                                                                                      |
| --- | --- | --- |
| 1971 | 1981 | 1991 |
| . skupaj: 235 Muslimani 221 (94,04 %) Srbi 13 (5,53 %) Hrvati 0 (0,00 %) Jugoslovani 0 (0,00 %) drugi in neznano 1 (0,42 %) | . skupaj: 203 Muslimani 196 (96,55 %) Hrvati 0 (0,00 %) Srbi 0 (0,00 %) Jugoslovani 6 (2,95 %) drugi in neznano 1 (0,49 %) | . skupaj: 148 Muslimani 145 (97,97 %) Hrvati 0 (0,00 %) Srbi 0 (0,00 %) Jugoslovani 1 (0,67 %) drugi in neznano 2 (1,35 %) |